# Enicospilus babaulti
Enicospilus babaulti là một loài tò vò trong họ Ichneumonidae.